# Marcha de los disidentes
La Marcha de los disidentes (en ruso: Марш несогласных) fue una serie de protestas de carácter político que tuvieron lugar el 16 de diciembre de 2006, en Moscú, el 3 de marzo de 2007, en San Petersburgo, el 24 de marzo de 2007, en Nizhni Nóvgorod, el 14 de abril de 2007, por segunda vez en Moscú y el 15 de abril de 2007, otra vez en San Petersburgo, el 18 de mayo en Samara, y por último el 19 de mayo en Cheliábinsk. Solo algunas de estas marchas tuvieron repercusión en los medios de comunicación occidentales.

## Hechos
Las marchas de los disidentes fueron precedidas, en diciembre de 2005, por otras protestas de la oposición política al gobierno en distintas ciudades rusas, donde el poder de convocatoria de la gente fue mucho menor.
La mayoría de las protestas no estaban autorizadas, aunque los convocantes normalmente desafiaban las prohibiciones. En general, las autoridades de las ciudades donde se programaba la marcha proponían a los manifestantes a reunirse en lugares más cercanos a la periferia de las mismas o prohibían directamente las manifestaciones. No obstante, de acuerdo con la legislación rusa, los organizadores de una marcha nada más han de informar a las autoridades de los propios actos para poder evitar así cualquier sanción, mientras que las autoridades no tienen derecho a prohibir una marcha en los lugares específicos en los que está programada por los convocantes.